# Szczep (ogrodnictwo)

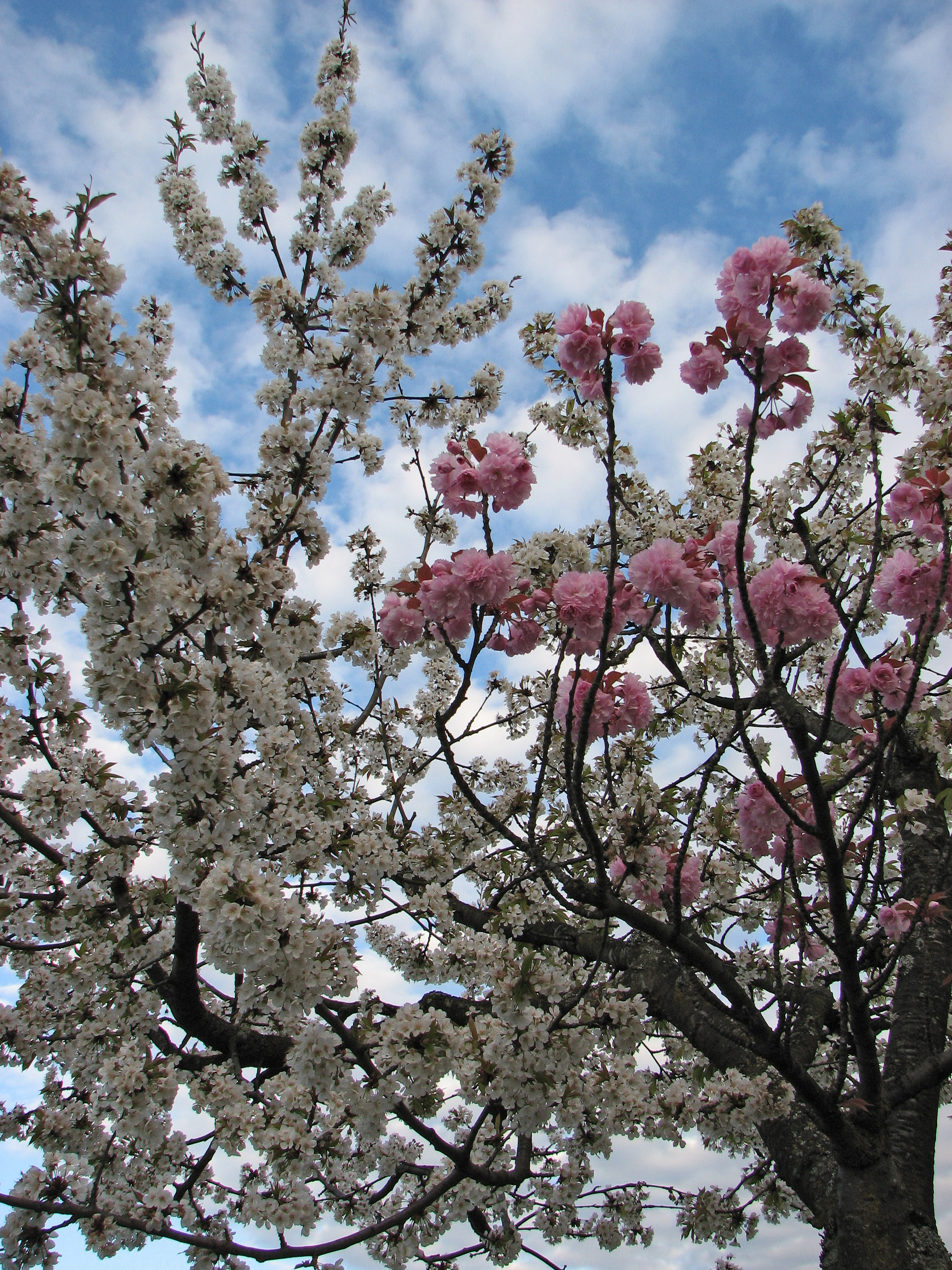
Roślina powstała z połączenia dwóch zrazów z jedną podkładką

Szczep – organizm roślinny powstały w wyniku szczepienia. Roślina jest efektem zrośnięcia elementów określanych jako zraz, pochodzące z odmiany szlachetnej oraz podkładki. Zwykle podkładka i zraz pochodzą od osobników tego samego gatunku, jednak możliwe jest też stosowanie podkładek od roślin różnych gatunków a nawet różnych rodzajów. Rozmnażanie heterowegetatywne pozwala uzyskać roślinę z korzystnymi cechami zarówno zrazu jak i podkładki.